# Marquês de Rio Maior
Marquês de Rio Maior é um título nobiliárquico português criado por D. Luís I de Portugal, por Decreto de 19 de Maio de 1886, em favor de António José de Saldanha Oliveira e Sousa, antes 4.º Conde de Rio Maior.
Titulares
1. António José de Saldanha Oliveira e Sousa, 4.º Conde e 1.º Marquês de Rio Maior.

Após a Implantação da República Portuguesa e o fim do sistema nobiliárquico, usaram o título:
1. João de Saldanha Oliveira Juzarte Figueira e Sousa, 5.° Conde e 2.º Marquês de Rio Maior;
2. João António de Saldanha Oliveira e Sousa, 3.º Marquês de Rio Maior;
3. João Vicente de Saldanha Oliveira e Sousa, 6.° Conde e 4.º Marquês de Rio Maior, 3.º Conde da Azinhaga.